# Kellan Lutz
Kellan Christopher Lutz (n. 15 martie 1985) este un fotomodel american și actor. Este cel mai cunoscut pentru interpretarea rolului Emmett Cullen în seria de filme The Twilight Saga. În 2011 a interpretat rolul lui Poseidon în Nemuritorii 3D: Războiul Zeilor, iar în 2014 a jucat rolul lui Hercule în filmul Legenda lui Hercule.

## Filmografie
| An   | Titlu                                     | Rol            | Note            |
| ---- | ----------------------------------------- | -------------- | --------------- |
| 2006 | Stick It                                  | Frank          |                 |
| 2006 | Accepted                                  | Dwayne         |                 |
| 2007 | Ghosts of Goldfield                       | Chad           | Direct-pe-video |
| 2008 | Prom Night                                | Rick Leland    |                 |
| 2008 | Deep Winter                               | Mark Rider     |                 |
| 2008 | Amurg                                     | Emmett Cullen  |                 |
| 2009 | After Dusk They Come                      | Jake           | Direct-pe-video |
| 2009 | Saga Amurg: Lună Nouă                     | Emmett Cullen  |                 |
| 2010 | Meskada                                   | Eddie Arlinger |                 |
| 2010 | A Nightmare on Elm Street                 | Dean Russel    |                 |
| 2010 | Saga Amurg: Eclipsa                       | Emmett Cullen  |                 |
| 2011 | A Warrior's Heart                         | Conor Sullivan |                 |
| 2011 | Love, Wedding, Marriage                   | Charlie        |                 |
| 2011 | Arena                                     | David Lord     |                 |
| 2011 | The Twilight Saga: Breaking Dawn – Part 1 | Emmett Cullen  |                 |
| 2011 | Nemuritorii 3D: Războiul Zeilor           | Poseidon       |                 |
| 2012 | The Twilight Saga: Breaking Dawn – Part 2 | Emmett Cullen  |                 |
| 2013 | Java Heat                                 | Jake Travers   |                 |
| 2013 | Syrup                                     | Sneaky Pete    |                 |
| 2013 | Tarzan                                    | Tarzan         |                 |
| 2014 | Legenda lui Hercule                       | Hercule        |                 |
| 2014 | The Expendables 3                         | John Smilee    | Post-Producție  |

| An        | Titlu                       | Rol               | Note                           |
| --------- | --------------------------- | ----------------- | ------------------------------ |
| 2004      | Model Citizens              | Rolul său         | Contestant                     |
| 2004      | Dragoste și putere          | Rob               | Episodul #1.4409               |
| 2005      | CSI: NY                     | Alex Hopper       | Episodul: "Tri-Borough"        |
| 2005      | The Comeback                | Chris MacNess     | 8 episoade                     |
| 2005      | Six Feet Under              | Critter           | Episodul: "Hold My Hand"       |
| 2005      | Summerland                  | Fordie            | 2 episoade                     |
| 2007      | CSI – Crime și Investigații | Chris Mullins     | Episodul: "Empty Eyes"         |
| 2007      | Eroii                       | Andy              | Episodul: "Five Ans Gone"      |
| 2008      | Generation Kill             | Cpl. Jason Lilley | Miniserial TV                  |
| 2008–2009 | 90210                       | George Evans      | 6 episoade                     |
| 2012      | Punk'd                      | Rolul său         | Gazdă; Episodul: "Kellan Lutz" |
| 2012      | 30 Rock                     | Rolul său         | Episodul: "Unwindulax"         |

| An   | Titlu        | Rol          | Note       |
| ---- | ------------ | ------------ | ---------- |
| 2009 | Valley Peaks | Kyle McBride | 2 episoade |

| An | Titlu                | Rol |
| -- | -------------------- | --- |
|    | Hinder - Without You |     |